# Campionat d'Europa de Futbol sub-21 de la UEFA 1996
El Campionat d'Europa de Futbol sub-21 1996 durà dos anys (1994-1996). La selecció d'Itàlia es proclamà vencedora per tercera vegada.

## Classificació
Vegeu Campionat d'Europa de Futbol sub-21 de la UEFA 1996 (Classificació)

## Seleccions
Vegeu Campionat d'Europa de Futbol sub-21 de la UEFA 1996 (Seleccions) per a la llista completa de seleccions.

## Fase final
Disputada a Espanya el 1996.
| Quarts de final - Hongria 2-1 Escòcia - Escòcia 3-1 Hongria · Escòcia guanya 4-3 · en el global · - Alemanya 0-0 França - França 4-1 Alemanya · França guanya 4-1 · en el global · - Espanya 2-1 República Txeca - República Txeca 1-2 Espanya · Espanya guanya 4-2 · en el global · - Portugal 1-0 Itàlia - Itàlia 2-0 Portugal · Itàlia guanya 4-2 · en el global | Semi-finals - Escòcia 1-2 Espanya · a Barcelona · Espanya passa a la final · - Itàlia 1-0 França · a Barcelona · Itàlia passa a la final | Partit pel 3r lloc - Escòcia 0-1 França · a Barcelona França 3r · Escòcia 4t | Final - Itàlia 1-1 (pròrroga) Espanya · a Barcelona · Itàlia guanya 5-4 per penals Itàlia campió · Espanya subcampió |

## Resultat
| Guanyadors del Campionat d'Europa de Futbol sub-21 de la UEFA 1996 · Itàlia · 3r Títol |